# Nedging
Nedging – wieś w Anglii, w hrabstwie Suffolk, w dystrykcie Babergh, w civil parish Nedging-with-Naughton. W wieś znajduje się kościół. Nedging jest wspomniana w Domesday Book (1086) jako Niedinga. Nedging była parafia w jego własnym imieniu, ale został włączony do Nedging with Naughton w 1935 roku. W 1931 parish liczyła 155 mieszkańców. Znajduje się 17,1 km od Ipswich.